# Vindafjorden
Vindafjorden er en 18 kilometer lang fjordarm af Boknafjorden. Fjorden går ind i den sydlige del af Vindafjord kommune og er til dels en kommunegrænse mellem Vindafjord, Suldal og Tysvær kommuner i Rogaland fylke i Norge.
Vindafjorden er kendt for at være isfri og specielt dyb 580 m ud for Imsland kirke i den indre, østgående del. Den har en høj koncentration af alger om somrene, sammenlignet med nabofjordene. Der drives et betydelig blåmuslingeopdræt langs østsiden af fjorden.
Vindafjorden er den centrale del af et fjordsystem som kaldes Krossfjorden. I syd begynder dette med Nedstrandsfjorden, hvor Vindafjorden går mod nord før den drejer af mod øst, Yrkjefjorden går mod vest og Sandeidfjorden stik nord. Vatsfjorden er en nordgående arm af Yrkjefjorden. Længst mod øst ender Vindafjorden ved Robeid, en kun ca. 500 meter bred landtange over til Sandsfjorden.